# 齋藤夏
齋藤 夏（さいとう なつ、2000年6月9日 - ）は、日本の女子バドミントン選手。

## 経歴
高校2年生から、同い年の緑川大輝と混合ダブルスでペアを組む。
2018年の全国高校総体では、女子ダブルスで優勝した。
2021年の全日本総合選手権で混合ダブルスで優勝。
2023年から、バドミントン日本代表ナショナルチームＡ代表に選出された。
7月のカナダ・オープンでは、準決勝で同胞かつ格上の山下恭平 / 篠谷菜留を破り、決勝でデンマークペアを破って優勝した。BWFワールドツアー初タイトル獲得となった。